# Vasilije Ostroški
Sveti Vasilije Ostroški (Popovo polje, 1610. – Manastir Ostrog, 1671.) bio je pravoslavni svetac iz Mrkonjića u Bosni i Hercegovini.
Vasilije se zaredio u samostanu Uspenja Presvete Bogorodice. Izabran je i posvećen za episkopa zahumskog i skenderijskog s katedrom u samostanu Tvrdoš kod Trebinja.
Kada je razoren Tvrdoš, Vasilije se preselio u samostan Ostrog (Crna Gora, u blizini suvremenog grada Danilovgrada).
Pred najezdom Turaka, moći Svetoga Vasilija Ostrškoga dva puta su sklanjali na Cetinje.
Pravoslavni Dan Svetog Vasilija Ostroškog slavi se 12. svibnja.